# Geteuma peraffinis
Geteuma peraffinis är en skalbaggsart som beskrevs av Stefan von Breuning 1971. Geteuma peraffinis ingår i släktet Geteuma och familjen långhorningar.
Artens utbredningsområde är Madagaskar. Inga underarter finns listade i Catalogue of Life.